# 바나나 리퍼블릭

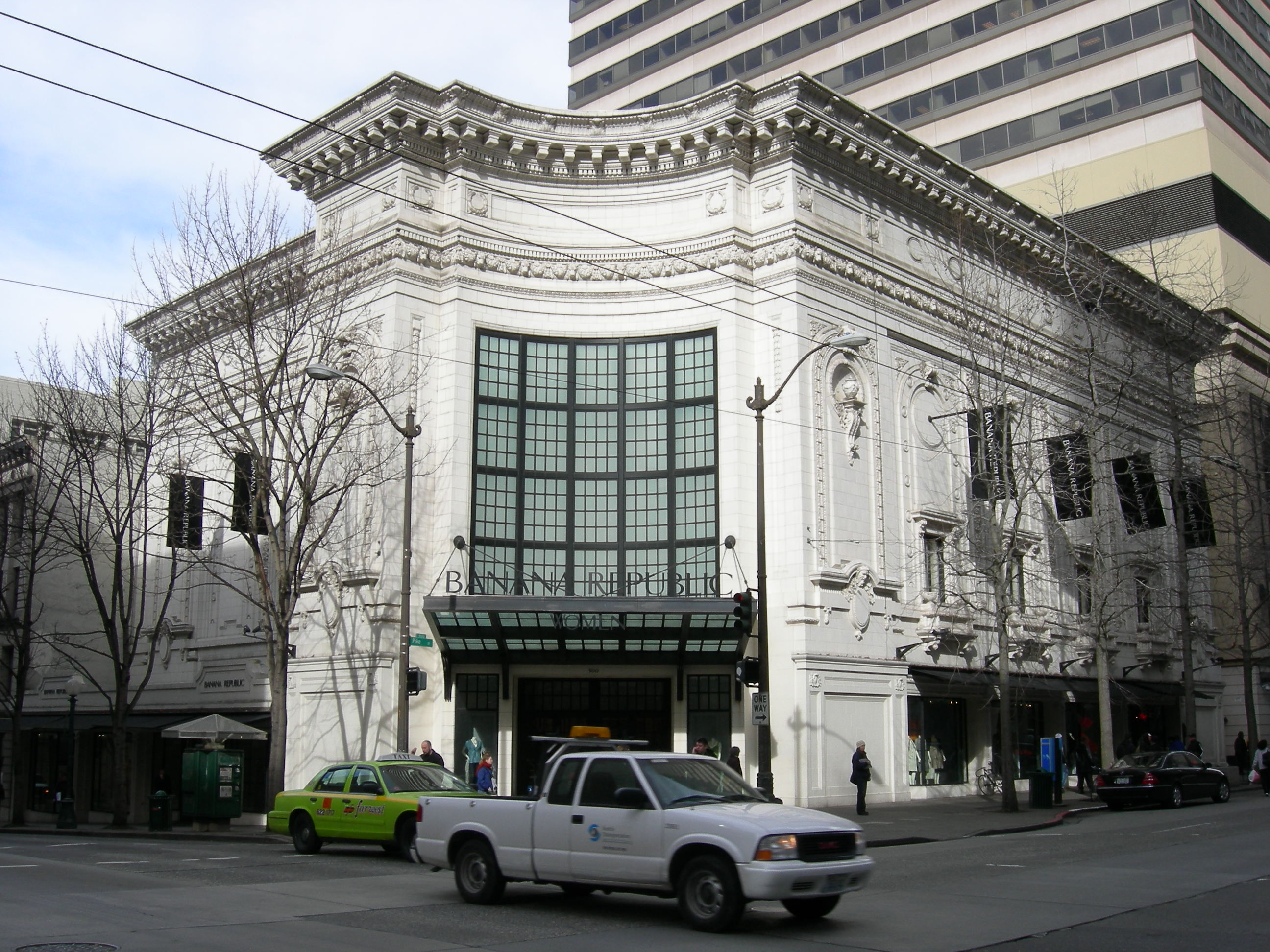
바나나 리퍼블릭

바나나 리퍼블릭(Banana Republic)은 멜 지글러와 패트리샤 지글러가 1978년에 여행옷 회사로 세운 미국의 옷가게 체인점이다. 1983년에 갭사에 인수되어 갭의 자회사로 존재한다. 이 회사는 500개가 넘는 매장을 가지고 있다.

## 역사
바나나 리퍼블릭은 1978년에 멜 지글러와 패트리샤 지글러가 세웠다. 초기에는 1970년대 후기에 유행한 사파리풍 패션을 취급하였으며 아프리카 사파리에 실제로 사는 식물을 전시하는 독특한 점포로도 알려져 있었다.
1983년에 갭사에 인수되었다. 당시 사파리 풍은 시대에 뒤떨어졌기에 이 회사를 팔지 않으면 파산을 피할 수 없었다. 2000년에 패션 쇼를 정기적으로 개최하고 텔레비전 프로그램과 영화에 적극적인 지원을 통해 바나나 리퍼블릭 브랜드의 지위를 높여갔다. 미국, 캐나다를 비롯하여 대한민국과 일본 등에 약 450개의 점포가 있다. (프렌차이즈 포함)

### 대한민국
한때 대한민국에는 제2롯데월드몰과 신세계백화점과 여의도 IFC몰 입점해있었으나, 2017년 철수하였다.

## 같이 보기
- 소매업 종말